# Aleksandr Gorbatov
Aleksandr Vasil'evič Gorbatov (in russo Алекса́ндр Васи́льевич Горба́тов?; Pakhotino, 21 marzo 1891 – Mosca, 7 dicembre 1973) è stato un generale sovietico.
Fu il secondo sindaco della Berlino occupata dai sovietici, dal 17 giugno 1945 al 19 novembre 1945.

## Biografia
Gorbatov nacque il 21 marzo 1891 in una grande famiglia di ex contadini proprietari terrieri nel villaggio di Pakhotino, distretto di Shuisky nella provincia di Vladimir (ora distretto di Palekhsky, Oblast' di Ivanovo). I suoi genitori, Vasily Alekseevich (1855-1935) e Ksenia Akakievna Gorbatov, ebbero dieci figli, cinque figlie: Tatyana, Anna, Maria, Claudia, Evdokia e cinque figli: Nikolai, Ivan, Aleksandr, George, Mikhail. Aleksandr studiò in una scuola rurale triennale nel villaggio di Kharitonovo (dall'autunno 1899 alla primavera del 1902), mentre da adolescente lavorò nella fattoria del padre e nei periodi invernali presso un calzaturificio a Šuja.

### Prima guerra mondiale e primo dopoguerra
Aleksandr Gorbatov prestò servizio nell'esercito imperiale russo nel corso della prima guerra mondiale, combattendo in numerosi scontri lungo il fronte orientale, tra cui le battaglie di Tannenburg, Galizia, Przemyśl, l'offensiva Gorlice-Tarnow, entrambe le battaglie dei laghi Masuri, l'offensiva di Brusilov e l'offensiva di Kerenskij. In seguito alla Rivoluzione d'Ottobre e la conseguente Guerra Civile Russa, Gorbatov si arruolò nell'Armata Rossa come comandante (tutti gli ufficiali sovietici erano classificati come "comandanti" poiché i leader sovietici ritenevano che la parola "ufficiale" fosse troppo occidentalizzata per l'Armata Rossa) nel 1919. Gorbatov servì il suo paese con distinzione e per questo motivo nel 1921 venne insignito dell'Ordine della Bandiera Rossa per le sue imprese. Alla fine della guerra civile russa, Gorbatov era diventato il comandante di una delle divisioni di cavalleria delle Guardie Rosse.
Nell'aprile 1920 divenne comandante del 58º reggimento di cavalleria e in agosto prese il comando della brigata di cavalleria Bashkir separata. Successivamente comandò la 4ª divisione di cavalleria del Turkestan e la 2ª divisione di cavalleria in Ucraina.

### Repressione
Nel settembre del 1937, durante le repressioni di massa dell'Armata Rossa, Gorbatov fu rimosso dal suo incarico "per collegamento con i nemici del popolo", messo a disposizione della Direzione per il comando e il personale di comando dell'Armata Rossa ed espulso da il PCUS.  Nel marzo del 1938 fu reintegrato nel partito e nominato vice comandante del 6º Corpo di Cavalleria, ma nell'ottobre 1938 fu trasferito in riserva e arrestato. Durante le indagini dell'NKVD venne torturato, ma si dichiarò sempre innocente.
Gorbatov descrisse così quel periodo nel suo libro autobiografico:
(Anni e guerre, 1965)
Fu condannato l'8 maggio 1939 ai sensi dell'articolo 58 del codice penale della RSFSR ("crimini controrivoluzionari") a 15 anni di carcere e cinque anni di interdizione. Scontò la pena nel campo di lavoro correttivo dell'NKVD a Kolyma. Durante il periodo di detenzione Gorbatov si ammalò di scorbuto.
Rilasciato dopo un nuovo processo il 5 marzo 1941. Dopo essere stato reintegrato nell'esercito e curato nei sanatori, nell'aprile dello stesso anno venne nominato vice comandante del 25º corpo di fucilieri a Stalino (attuale Donetsk).

### Seconda guerra mondiale
Nel periodo iniziale della Grande Guerra Patriottica, Gorbatov fu trasferito alla 19ª Armata sul fronte occidentale e all'inizio di luglio 1941 entrò in battaglia nella battaglia di Vitebsk. Tagliato fuori dal resto del gruppo, Gorbatov riprese le truppe che stavano eseguendo una disordinata ritirata e fu in grado di organizzare una difesa riuscendo a trattenere la città di Yartsevo per quattro giorni. Il 22 luglio venne ferito e in seguito inviato a Mosca per cure. Dopo la guarigione fu iscritto come allievo ai Corsi per i più alti ufficiali di comando, ma non iniziò gli studi e, su sua richiesta, fu mandato al fronte.
Il 1 ottobre 1941 a Kharkov, fu nominato comandante della 226ª divisione fucilieri sul fronte sudoccidentale. Si distinse nelle battaglie difensive vicino a Kharkov, e poi nelle battaglie offensive invernali, dove fece ripetutamente audaci incursioni alle spalle del nemico con la sconfitta delle sue guarnigioni. Il 27 dicembre 1941 fu promosso al grado di maggiore generale. Dopo aver svolto abilmente i suoi doveri in questa posizione, Gorbatov fu nominato comandante della 3ª armata e fu determinante nella spinta dell'Armata Rossa verso la Germania. Per l'abile guida della 3ª armata nello sfondare le difese nemiche nella Prussia orientale il 10 aprile 1945, gli fu conferito il titolo di Eroe dell'Unione Sovietica.
Durante la guerra, Gorbatov venne menzionato 16 volte negli ordini di gratitudine del comandante in capo supremo.

### Secondo dopoguerra
Dopo la morte improvvisa del generale Nikolaj Berzarin, divenne comandante della 5ª armata e del gruppo di forze sovietiche in Germania, fu anche nominato comandante sovietico di Berlino nel 1945, sotto il comando del maresciallo dell'Unione Sovietica Georgy Zhukov.
Gorbatov fu comandante delle forze aviotrasportate sovietiche dal 1950 al 1954 e prestò servizio come comandante del distretto militare baltico dal 1954 al 1958. L'11 marzo 1955 fu promosso a generale d'armata (grado di generale a quattro stelle immediatamente inferiore a quello di maresciallo).
Dall'aprile 1958 fu nominato Ispettore Generale del Gruppo degli Ispettori Generali del Ministero della Difesa dell'URSS.
Deputato del Soviet Supremo dell'URSS dalla 2ª alla 5ª convocazione (1946-1962), nel 1952 e nel 1961 fu candidato membro del Comitato Centrale del PCUS.
Morì il 7 dicembre 1973 a Mosca e fu sepolto con gli onori militari nel cimitero di Novodevičij. La lapide venne realizzata dal famoso scultore sovietico Grigory Postnikov.

## Opere
All'inizio degli anni '60, Gorbatov lavorò alla stesura delle sue memorie. Il manoscritto superò con difficoltà le "fionde della censura militare" del gruppo di memorie del GlavPUR, poiché i fatti e le valutazioni in esso contenuti non rientravano nei cliché accettati o nelle memorie già pubblicate. Nel 1964, la rivista Novyj Mir pubblicò comunque una versione rivista, sotto la supervisione del suo caporedattore Tvardovskij, delle memorie del generale, che ricevette il titolo "Anni e guerre". L'anno successivo il libro venne pubblicato dalla casa editrice Bietti, nella traduzione di Giovanni Bensi. Gorbatov fu uno dei primi a raccontare dall'interno la repressione degli anni 1937-1938. Forse per questo motivo la seconda edizione di queste memorie venne pubblicata quasi un quarto di secolo dopo, nel 1989. In seguito ci furono altre ristampe, nel 1992, 2008 e altri anni, e il libro venne tradotto in polacco e in ungherese.
Il generale Gorbatov fu per tutta la vita astemio e non fumatore. Ancora adolescente, nel 1907, giurò al suo amico che non avrebbe mai bevuto, fumato o usato un linguaggio volgare. Della sua solenne promessa, come della più segreta, racconta nelle sue memorie, memorie:

### Lista delle opere
- Aleksandr Gorbatov, L'offensiva delle truppe della 3ª armata nella direzione di Rogachev, Voyenno-istoricheskiy zhurnal, 1961,  pp. 18-30.
- Aleksandr Gorbatov e Makar Ivashechkin, Offensiva della 3ª armata a nord di Gomel, Voyenno-istoricheskiy zhurnal, 1962,  pp. 30-43.
- Aleksandr Gorbatov, Anni e guerre. 1899/1945, Bietti, 1965.

,

## Nella cultura di massa
Nel 1992 è stato realizzato un lungometraggio su Gorbatov "Генералl", con Vladimir Gostyukhin e diretto da Igor' Nikolaev.